# D.N.Angel
D.N..Angel (Nhật: ディー・エヌ・エンジェル Hepburn: Dī Enu Enjeru) là bộ truyện manga Nhật Bản  của tác giả Yukiru Sugisaki. Bộ truyện được phát hành tại Nhật Bản trên tạp chí shōjo Kadokawa Shoten vào tháng 11 năm 1997. Bộ truyện bị gián đoạn vào số báo tháng 8 năm 2005, và tiếp tục vào số tháng 4 năm 2008. Kadokawa Shoten đã thu thập từng chương một của bộ truyện và xuất bản chúng trong 20 tập tankōbon. Phiên bản tiếng Anh của bộ truyện được mua bản quyền tại Bắc Mĩ và Anh bởi Tokyopop, và được phát hành trong 13 tập vào tháng 12 năm 2009.
Dentsu và Xebec chuyển thể bộ truyện thành 26 tập phim Anime và công chiếu tại Nhật trên kênh TV Tokyo từ ngày 3 tháng 4 đến ngày 25 tháng 9 năm 2003. Bộ anime sau đó được chuyển thể thành bộ manga thứ 2, PlayStation 2 video game, và bộ drama CDs.

## Cốt truyện
D.N.Angel kể về chuyến phiêu lưu của Daisuke Niwa, một cậu thiếu niên 14 tuổi. Ở đầu câu chuyện, Daisuke bày tỏ tình cảm của mình với người trong mộng của mình, một cô gái tên Risa Harada, vào đúng sinh nhật lần thứ 14 của mình. Cô ấy đã từ chối, và sau đó, trái tim tan nát của cậu trải qua một sự biến đổi kì lạ mà điều đó đã biến cậu thành một con người khác. Cậu được mẹ mình, Emiko, bình thản kể về một loại gen kì lạ trong người nhà Daisuke, vì vậy mà mọi người đàn ông trong gia đình đều có được khuôn mặt của Dark Mousy, một tên trộm nổi tiếng. Sự biến đổi xảy ra mỗi khi Daisuke nảy sinh cảm xúc với người mình yêu hay nghĩ quá lâu về cô ấy. Dark thay đổi lại thành Daisuke cũng cùng một cách tương tự. Daisuke bị buộc phải giữ bí mật của gia đình mình và phải học cách điều khiển nhân cách khác của mình, Dark (người trong mộng của Risa, người mà Daisuke thầm yêu), trong khi phải tìm cách thoát khỏi sự truy đuổi của chỉ huy lực lượng cảnh sát. Điều đó cũng không giúp gì được trong việc Dark nảy sinh tình cảm với người chị em sinh đôi của Risa, Riku, và nhân cách bùng nổ của Dark luôn tìm cách nắm giữ và điều khiển cơ thể của Daisuke mỗi khi có cơ hội. Daisuke học được một điều quan trọng rằng thay vì cố gắng trở thành một người bình thường, thì cậu phải nhận được sự đáp lại cho mối tình đơn phương của mình.
Người chỉ huy của lực lượng cảnh sát đã nói ở trên là một người bạn cùng lớp của Daisuke tên Satoshi Hiwatari. Hiwatari phải gánh chịu lời nguyền từ một bóng ma trộm cắp là kiếp trước của mình, và hình bóng của sợi xích giữa Daisuke và Hiwatari chính là vì họ có chung một nỗi khổ. Hiwatari mang trong mình nhân cách thứ 2 là Krad. Tuy nhiên, dù Krad và Dark rất căm ghét nhau, Hiwatari và Daisuke vẫn giữ mối quan hệ thoải mái nhưng chân thật với nhau, dù cho Dark lúc nào cũng than vãn. Dark ăn trộm những tác phẩm nghệ thuật có giá trị, tác phẩm của tổ tiên dòng học Satoshi, bởi chúng mang trong mình những pháp thuật rất nguy hiểm. Một vài trong số đó, như "The Second Hand of Time" và "Argentine", thậm chí còn có nhân cách riêng. Một số thứ mà Dark ăn trộm cũng tương đối nguy hiểm. Phương pháp ăn trộm của Dark dựa trên việc thu hút sự chú ý; trước khi ăn trộm, Emiko sẽ gửi một bức thư cảnh báo vật gì sẽ bị đánh cắp tiếp theo.

## Truyền thông

### Manga
Viết và minh họa bởi Yukiru Sugisaki, D.N.Angel được ra mắt tại Nhật Bản vào số báo tháng 11 năm 2007 của tạp chí Nguyệt san Asuka. Các chương mới được phát hành định kỳ cho đến khi Sugisaki đặt bộ truyện vào thời kỳ gián đoạn vào số thắng 8 năm 2005. Sau đó lại được phát hành lại định kỳ từ số tháng 8 năm 2008 của Nguyệt san Asuka. Từng chương của bộ truyện được tổng hợp lại và xuất bản trong bộ tankōbon của Kadokawa Shoten. Tập đầu tiên được phát hành vào ngày 13 tháng 11 năm 1997; và thắng 6 năm 2021, 20 tập đã được xuất bản.
Tokyopop đăng ký bản quyền cho phiên bản tiếng Anh của bộ truyện tại Bắc Mĩ và Anh, với tập đầu tiên được phát hành vào ngày 6 tháng 4 năm 2004. Vào ngày 8 tháng 11 năm 2005, Tokyopop bộ box set bao gồm 2 tập đầu tiên của bộ truyện. Tổng cộng có tất cả 13 tập đã được dịch và phát hành từ tháng 8 năm 2009. Tuy nhiên, Tokyopop thông báo rằng chi nhánh khu vực Bắc Mĩ của mình sẽ đóng cửa vào ngày 31 tháng 5 năm 2011, bỏ mặc số phận các manga đang xuất bản tại đây trong một dấu chấm hỏi.
Vào tháng 8 năm 2003, khi bộ manga gốc đang bị gián đoạn, bộ manga thứ hai, D.N.Angel TV Animation Series bắt đầu được phát hành trong nguyệt san Asuka. Cũng được viết bởi Sugisaki, bộ manga ngắn dựa trên bộ anime chuyển thể, có nội dung khác hẳn với bộ truyện. D.N.Angel TV Animation Series kết thúc với số cuối vào tháng 10 năm 2003. Bộ manga này đã được xuất bản trong 2 quyển tankōbon bởi Kadokawa Shoten.

### Anime
D.N.Angel được chuyển thể thành 26 tập phim anime được sản xuất bởi Dentsu và Xebec và công chiếu tại Nhật trên kênh TV Tokyo từ ngày 3 tháng 9 năm 2003. Bộ phim được đạo diễn bởi Koji Yoshikawa và Nobuyoshi Habara.
Bộ phim được đăng ký bản quyền và phát hành tại khu vực Bắc Mĩ và Anh bởi ADV Films. Trong khi bản quyền đăng ký tại Anh đã không còn giá trị, thì tại Bắc Mĩ, Discotek Media, đã thông báo rằng họ vừa cứu được bản quyền của bộ phim. Bộ phim được đăng ký bản quyền tại Úc và New Zealand bởi Madman Entertainment.
Có 5 bản nhạc được sử dụng trong bộ phim. Ca khúc "White Night -True Light-" (白夜 ～True Light～ Byakuya -True Light-), do Shunichi Miyamoto trình bày được dùng làm ca khúc mở đầu cho 24 tập phim. Đối với ca khúc kết thúc, "Gentle Afternoon" (やさしい午後 Yasashii Gogo) được dùng cho 12 tập phim đầu tiên, và "The Day It Begins" (はじまりの日 Hajimari no Hi) được dùng cho tập 13–23 và 25. Cả hai bài đều do Minawo trình bày. Tập 24 sử dụng ca khúc "Caged Bird", do Shunichi Miyamoto trình bày cho ca khúc kết thúc, trong khi tập cuối cùng của bộ phim dùng ca khúc của Shunichi Miyamoto, "Guidepost" (道標 Michishirube).

### Video game
Một video game cho PlayStation 2, D.N.Angel: Kurenai no Tsubasa (D•N•ANGEL〜紅の翼〜 Deī.Enu.Enjeru ~Kurenai no Tsubasa~, lit. "D.N.Angel: Crimson Wings"), được phát hành bởi Takara. Trò chơi được phát hành tại Nhật vào ngày 25 tháng 9 năm 2003 trùng khớp với bộ chuyển thể anime của bộ truyện. Tuy nhiên, nội dung của game lại sát với manga hơn, và thậm chí còn đề cập tới lần phát hành trong quá khứ của bộ manga càng khiến nó mâu thuẫn với bộ anime.

### Drama CDs
Một bộ ba drama CDs tựa D.N.Angel Wink được phát hành năm 1999 từ tháng 3 đến tháng 12. Một vài cảnh dàn dựng theo đúng nguyên mẫu manga, trong khi một vài cảnh khác có đôi chút khác biệt hoặc không hề có trong truyện. CD đầu tiên được đặt là "Target: Sleeping Beauty" và phát hành vào ngày 5 tháng 3 năm 1999. CD thứ hai là "2nd Target: Love Sick" được phát hành vào ngày 17 tháng 11 năm 1999. Một CD khác, "A Legend of a Vampire" cũng dùng dàn diễn viên tương tự như của Wink, nhưng lại không bám theo cốt truyện của manga. CD này được phát hành vào năm 2001. Nội dung chính xoay quanh nhân cách thứ hai của Daisuke, Dark, trở thành một ma cà rồng. Krad, nhân vật không xuất hiện trong Wink, cũng góp mặt trong CD này.
Ngoài ra còn có 2 drama CDs khác được phát hành dưới tên "Sweet" and "Cute". Các CD này sử dụng các diễn viên lồng tiếng cho bộ anime và dựa vào diến biến của câu chuyện trong anime trước khi nó kết thúc. Chúng cũng bao gồm một số cảnh nhại lại trong anime.

### Tiểu thuyết
Ba cuốn tiểu thuyết được phát hành tại Nhật từ tháng 9 năm 2000 và tháng 9 năm 2001. Có tựa là Ningyo no Namida (人魚の涙 lit. "Mermaid's Tears"), Yuki no Jyoou (雪の女王 lit. "Snow Queen"), và Garasu no Kutsuri (硝子の靴 lit. "Glass Shoes"). Mặc dù có một số giới thiệu về chúng trong tập manga thứ tư, bản dịch của Tokyopop, chúng vẫn chưa được đăng ký bản quyền và vì vậy nên có rất ít thông tin về chúng.

### Radio program
Một xê-ri 7 tập đã được phát thanh tại Nhật tựa là Decade on Net: Radio D.N.Angel. Được dẫn bởi Miyu Irino và Akira Ishida, người đã lồng tiếng cho Daisuke Niwa và Satoshi Hiwatar, theo thứ tự.